# Cranc de riu de potes blanques
El cranc de riu de potes blanques (Austropotamobius pallipes) és una espècie de crustaci decàpode d'aigua dolça de la família Astacidae, en estat de conservació vulnerable. A Europa el cranc de riu de potes blanques i les seves subespècies es troba des dels Balcans fins a la península Ibèrica i el límit nord és a la Gran Bretanya i Irlanda.

## Distribució als Països Catalans
Es troba tant a Catalunya, a on està en perill d'extinció, com al País Valencià, però no a l'arxipèlag balear. Està en declivi des de la dècada de 1960, però abans era molt abundant. A Catalunya només ocupa algunes capçaleres dels rius, ja que necessita aigües relativament netes i calcàries.

## Taxonomia del cranc de riu ibèric
L'especialista portuguès Mateus l'any 1934 va descriure la subespècie A. pallipes lusitanicus a partir de crancs recollits en el riu Angueira de Miranda do Douro a Portugal. Aquest tàxon no és reconegut de manera unànime pels especialistes que creuen que la subespècie A. pallipes italicus seria en realitat la que és present a la península Ibèrica. Pel que fa a la Vall d'Aran, a la conca del riu Garona, es creu que la subespècie existent és la mateixa que a França és a dir, A. pallipes pallipes. Alguns estudis genètics confirmarien que a la península Ibèrica es troba A. pallipes italicus com també a Itàlia.

## Morfologia
Austropotamobius pallipes és de color marró-oliva amb pinces més pàl·lides (pallipes, significa «potes pàl·lides»). Pot arribar a fer 12 cm de llarg. Viu en rius i llacs entre 8,5 i 22 °C. Mascle i femella s'acoblen abans de la hibernació. La femella pon entre 40 i 80 ous que protegeix amb el seu cos fins que es desclouen a la primavera. Aquest cranc pot arribar a viure uns deu anys.

## Amenaces
Els crancs de riu, ibèric i europeu, estan en declivi, ja que són atacats per una malaltia fúngica (l'afanomicosi pel fong Aphanomyces astaci) que va ser introduïda i propagada per l'arribada intencionada, a partir de la dècada de 1970, de crancs de rius forans (el cranc senyal, Pacifastacus leniusculus, i el cranc americà, Procambarus clarkii). També l'amenaça la pesca furtiva i la presència de depredadors forans com el visó americà, la destrucció de l'hàbitat fluvial i la contaminació. Per tal de recuperació de l'espècie es proposen diverses mesures que van des de les repoblacions al coneixement de les malalties que l'afecten.